# من شادم
«من شادم» (به انگلیسی: I'm Glad) تک‌آهنگی از هنرمند اهل ایالات متحده آمریکا جنیفر لوپز است که در ۸ آوریل ۲۰۰۳ منتشر شد.
این تک‌آهنگ در چارت‌های ، جزو ده ترانه اول قرار گرفت.